# Денисово (Николаёвский сельсовет)
 Денисово — деревня в Николаёвском сельсовете Миорского района Витебской области Белоруссии.

## География
Находится в северо-западной части Витебской области. Рядом — город Дисна (10 км). Районный центр — город Миоры (37 км), областной центр — Витебск (160 км). Недалеко протекает река Дисна и располагается болотный массив Ельня.

## История
В 1921—1945 годах деревня в составе гмины Николаёво Виленского воеводства Польской Республики.

## Насельніцтва
- 1921 год — 116  жителей, 21 домов[3].
- 1931 год — 200  жителей, 38 домов[4].

## Этимология
От Дзяніс — Денис, народной формы церковного имени греческого происхождения — Дионисий.

## Здесь родились
- Федюкович, Вацлав Станиславович (1897—1979) — учёный-геофизик, преподаватель.
- Федукович Анджей (1875—1925) — католический священник, настоятель римско-католической кафедры в Житомире, жертва политических репрессий.